# Bismutoferrite
La bismutoferrite è un minerale.